# Lucas Lingman
Lucas Lingman, född 25 januari 1998 i Esbo, är en finländsk fotbollsspelare som spelar för HJK Helsingfors.

## Karriär
Lingman gjorde sin debut i högsta serien i HJK Helsingfors match mot Ilves den 30 augusti 2015. I januari 2018 skrev han på ett kontrakt med RoPS.
Den 18 januari 2022 värvades Lingman av Helsingborgs IF, där han skrev på ett fyraårskontrakt. Den 1 augusti 2022 lånades Lingman ut tillbaka till HJK Helsingfors. I januari 2023 förlängdes låneavtalet med ett år. I januari 2024 blev det en permanent övergång till HJK Helsingfors, där Lingman skrev på ett treårskontrakt.